# Държавно устройство на Габон
Габон е полупрезидентска република, при която президентът е държавен глава и министър-председателя на правителството.

## Президент
Президента се назначава за срок от 7 години, той назначава министър-председателя.

## Законодателна власт
Парламента има две камери. Народното събрание има 120 членове, 111 членове, избрани за срок от 5 години мандат в единични места избиратели и девет членове назначени от президента. В Сената има 91 членове избрани за срок от 6 години.

## Съдебна власт
Върховният съд се състои от три съставни части – съдебни, административни и счетоводни отчети; Конституционния съд, апелативни съдилища; Съда на Държавна сигурност; Каунти Съдилища.